# فلاديمير سوسين
فلاديمير سوسين (بالروسية: Сусин, Владимир Сергеевич)‏ هو لاعب كرة قدم ومدرب كرة قدم روسي في مركز الهجوم، ولد في 11 يونيو 1956 في كالوغا في روسيا. لعب مع لوكوموتيف موسكو ونادي سكا خاباروفسك.